# Nat Faxon
Nathaniel Faxon, detto Nat (Boston, 11 ottobre 1975), è un attore, sceneggiatore, comico e produttore cinematografico statunitense.
Ha vinto l'Oscar alla migliore sceneggiatura non originale nell'ambito dei Premi Oscar 2012 per il suo lavoro come sceneggiatore del film Paradiso amaro, condiviso con Alexander Payne (anche regista) e Jim Rash.
È conosciuto anche per aver interpretato la serie Ben and Kate (2012-2013) e il film televisivo Romy & Michelle - Quasi ricche e famose, e per essere il coautore e coregista (con Jim Rash) di C'era una volta un'estate (2013).
Come attore ha preso parte anche alle serie TV Grosse Pointe (2000-2001), Reno 911! (2003-2004), Happy Hour (2006-2008), Married (2014) e Tammy (2014).

## Filmografia parziale

### Regista
- C'era una volta un'estate (The Way Way Back) (2013)
- Downhill (2020)

### Sceneggiatore
- Paradiso amaro (The Descendants), regia di Alexander Payne (2011)
- C'era una volta un'estate (The Way Way Back), regia di Nat Faxon e Jim Rash (2013)
- Downhill, regia di Nat Faxon e Jim Rash (2020)

### Attore
- Il signore dello zoo (Zookeeper), regia di Frank Coraci (2011)
- Yes Day, regia di Miguel Arteta (2021)

### Produttore
- Amiche di sangue (Thoroughbreds), regia di Cory Finley (2017)

### Doppiatore
- Orion e il Buio (Orion and the Dark), regia di Sean Charmatz (2024)

## Doppiatori italiani
Nelle versioni in italiano dei suoi film, Nat Faxon è stato doppiato da:
- Leonardo Graziano in Orange County, Il padre dell'anno
- Massimo De Ambrosis in Bad Teacher - Una cattiva maestra, Il signore dello zoo
- Oreste Baldini in Sex Tape - Finiti in Rete, Yes Day
- Sergio Lucchetti in Compagni di università, Charlie's Angels
- Massimiliano Alto in Romy & Michelle - Quasi ricche e famose
- Luigi Scribani in Joey
- Alberto Bognanni in Provetta d'amore
- Pierluigi Astore in Mad Men
- Gabriele Sabatini in Ben and Kate
- Massimo Triggiani in Finchè morte non ci separi

Da doppiatore è sostituito da:
- Edoardo Stoppacciaro in Disincanto (Elfo)
- Alessandro Quarta in Le epiche avventure di Capitan Mutanda (Signor Grugno/Capitan Mutanda)
- Francesco Meoni in Firebuds
- Gabriele Sabatini in Orion e il Buio
- Lorenzo Crisci in Harvey Girls per sempre!